# Middelfart Vandtårn
Middelfart Vandtårn eller La Tour er et tidligere vandtårn beliggende i Middelfart. Tårnet blev bygget til at forsyne det psykiatriske hospital, Middelfart Statshospital, som nu er nedlagt, men da det ikke længere skulle bruges til vandforsyning, købte læge og vinentusiast samt redaktør for Vinbladet, Peter Winding, det, og det fungerer nu som konferencecenter med dertilhørende vinkælder, køkken og tre dobbeltværelser.
Ombygningen har kostet 4 millioner kroner og har taget 3 år. Tårnet markedsføres nu under navnet La Tour, der på fransk betyder Tårnet. Det var i drift i vandforsyningen i over 100 år.